# Наталі Ліндборг
Наталі Ліндборг (15 квітня 1991) — шведська плавчиня.
Призерка Чемпіонату Європи з плавання на короткій воді 2017 року.